# Zinedine Ferhat
Zinedine Ferhat (Bordj Menaïel, 1º marzo 1993) è un calciatore algerino, centrocampista dell'Angers.

## Carriera

### Club

#### USM Alger
Il 19 novembre 2011, con il nuovo allenatore Didier Ollé-Nicolle Ferhat ha fatto il suo debutto da professionista in una partita di campionato contro JS Kabylie dove ha giocato 90 minuti. Poi ha partecipato a 19 partite tra campionato e coppa, tra cui sei partite da titolare grande risultato per i suoi 18 anni. La stagione seguente è diventato un giocatore chiave nella squadra dove ha partecipato a 30 partite e ha segnato i due primi gol contro il CA Bordj Bou Arreridj, il 2 febbraio 2013 con la fine della stagione Ferhat conquista i primi due titoli nella sua carriera la Algeria cup e la UAFA Cup e ha anche ricevuto il premio come miglior giovane giocatore del campionato. Nella stagione 2013-14 Ferhat ha iniziato a ricevere offerte importanti da squadre francesi, soprattutto da Montpellier dell'ex coach Rolland Courbis. Dove ha presentato una favolosa stagione ha contribuito alla vittoria del titolo della USM Alger dopo nove anni e ha anche vinto la Supercoppa alla fine della stagione ha partecipando a 31 partite e segnando cinque gol e fornendo otto assist. Nella stagione successiva Ferhat si è infortunato più volte tenendolo fuori da diverse partite che hanno influito negativamente sulla rendimento in campionato della sua squadra, dopo l'infortunio Ferhat contribuisce al raggiungimento della finale di CAF Champions League per la prima volta poi persa contro il TP Mazembe ma con la fine della stagione ha vinto l'ultimo titolo con la squadra, il campionato per la seconda volta nella sua storia.

#### Le Havre
Il 13 giugno 2016 Ferhat firma per 3 anni con il club francese della Ligue 2, il ventitreenne è stato nella città di Le Havre a firmare il suo contratto quando è stato minacciato di un'esclusione dalla squadra olimpica dopo essere stato convocato dal Consiglio Disciplinare perché non ha frequentato la prima tappa del ritiro della squadra a Tikejda. La prima presenza con la sua nuova squadra è stato il 29 luglio contro Orléans giocando tutti i 90 minuti, il primo gol lo segna il 3 febbraio 2017 contro la Red Star.

## Statistiche

### Presenze e reti nei club
Statistiche aggiornate al 15 dicembre 2024.
| Stagione         | Squadra          | Campionato       | Campionato | Campionato | Coppe nazionali | Coppe nazionali | Coppe nazionali | Coppe continentali | Coppe continentali | Coppe continentali | Altre coppe | Altre coppe | Altre coppe | Totale | Totale |
| Stagione         | Squadra          | Comp             | Pres       | Reti       | Comp            | Pres            | Reti            | Comp               | Pres               | Reti               | Comp        | Pres        | Reti        | Pres   | Reti   |
| ---------------- | ---------------- | ---------------- | ---------- | ---------- | --------------- | --------------- | --------------- | ------------------ | ------------------ | ------------------ | ----------- | ----------- | ----------- | ------ | ------ |
| 2011-2012        | USM Alger        | L1               | 17         | 0          | CA              | 2               | 0               | -                  | -                  | -                  | -           | -           | -           | 19     | 0      |
| 2012-2013        | USM Alger        | L1               | 21         | 0          | CA              | 4               | 1               | -                  | -                  | -                  | -           | -           | -           | 25     | 1      |
| 2013-2014        | USM Alger        | L1               | 29         | 5          | CA              | -               | -               | -                  | -                  | -                  | -           | -           | -           | 29     | 5      |
| 2014-2015        | USM Alger        | L1               | 19         | 1          | CA              | 2               | 0               | CCL                | 11                 | 0                  | -           | -           | -           | 32     | 1      |
| 2015-2016        | USM Alger        | L1               | 20         | 0          | CA              | -               | -               | -                  | -                  | -                  | -           | -           | -           | 20     | 0      |
| Totale USM Alger | Totale USM Alger | Totale USM Alger | 106        | 6          |                 | 8               | 1               |                    | 11                 | 0                  |             | -           | -           | 125    | 7      |
| 2016-2017        | Le Havre         | L2               | 34         | 3          | CF+CdL          | 3+1             | 0+0             | -                  | -                  | -                  | -           | -           | -           | 38     | 3      |
| 2017-2018        | Le Havre         | L2               | 35+2       | 4          | CF+CdL          | 0+2             | 0+1             | -                  | -                  | -                  | -           | -           | -           | 39     | 5      |
| 2018-2019        | Le Havre         | L2               | 35         | 5          | CF+CdL          | 3+5             | 0+0             | -                  | -                  | -                  | -           | -           | -           | 43     | 5      |
| Totale Le Havre  | Totale Le Havre  | Totale Le Havre  | 104+2      | 12         |                 | 14              | 1               |                    | -                  | -                  |             | -           | -           | 120    | 13     |
| 2019-2020        | Nîmes            | L1               | 26         | 3          | CF+CdL          | 1+1             | 0+0             | -                  | -                  | -                  | -           | -           | -           | 28     | 3      |
| 2020-2021        | Nîmes            | L1               | 33         | 6          | CF              | -               | -               | -                  | -                  | -                  | -           | -           | -           | 33     | 6      |
| 2021-2022        | Nîmes            | L2               | 14         | 0          | CF              | -               | -               | -                  | -                  | -                  | -           | -           | -           | 14     | 0      |
| Totale Nîmes     | Totale Nîmes     | Totale Nîmes     | 73         | 9          |                 | 2               | 0               |                    | -                  | -                  |             | -           | -           | 75     | 9      |
| 2022-2023        | Alanyaspor       | SL               | 23         | 1          | TK              | 2               | 1               | -                  | -                  | -                  | -           | -           | -           | 25     | 2      |
| 2023-2024        | Angers           | L2               | 25         | 2          | CF              | 2               | 0               | -                  | -                  | -                  | -           | -           | -           | 27     | 2      |
| 2024-2025        | Angers           | L1               | 7          | 1          | CF              | -               | -               |                    | -                  | -                  |             | -           | -           | 7      | 1      |
| Totale Angers    | Totale Angers    | Totale Angers    | 32         | 3          |                 | 2               | 0               |                    | -                  | -                  |             | -           | -           | 34     | 3      |
| Totale carriera  | Totale carriera  | Totale carriera  | 338+2      | 31         |                 | 28              | 3               |                    | 11                 | 0                  |             | -           | -           | 379    | 34     |

### Cronologia presenze e reti in nazionale
| Cronologia completa delle presenze e delle reti in nazionale ― Algeria | Cronologia completa delle presenze e delle reti in nazionale ― Algeria | Cronologia completa delle presenze e delle reti in nazionale ― Algeria | Cronologia completa delle presenze e delle reti in nazionale ― Algeria | Cronologia completa delle presenze e delle reti in nazionale ― Algeria | Cronologia completa delle presenze e delle reti in nazionale ― Algeria | Cronologia completa delle presenze e delle reti in nazionale ― Algeria | Cronologia completa delle presenze e delle reti in nazionale ― Algeria |
| Data                                                                   | Città                                                                  | In casa                                                                | Risultato                                                              | Ospiti                                                                 | Competizione                                                           | Reti                                                                   | Note                                                                   |
| ---------------------------------------------------------------------- | ---------------------------------------------------------------------- | ---------------------------------------------------------------------- | ---------------------------------------------------------------------- | ---------------------------------------------------------------------- | ---------------------------------------------------------------------- | ---------------------------------------------------------------------- | ---------------------------------------------------------------------- |
| 25-5-2013                                                              | Blida                                                                  | Algeria                                                                | 1 – 0                                                                  | Mauritania                                                             | Amichevole                                                             | -                                                                      | 60’                                                                    |
| 5-3-2014                                                               | Blida                                                                  | Algeria                                                                | 2 – 0                                                                  | Slovenia                                                               | Amichevole                                                             | -                                                                      | 60’                                                                    |
| 7-10-2017                                                              | Yaoundé                                                                | Camerun                                                                | 2 – 0                                                                  | Algeria                                                                | Qual. Mondiali 2018                                                    | -                                                                      | 71’                                                                    |
| 10-11-2017                                                             | Costantina                                                             | Algeria                                                                | 3 – 0                                                                  | Nigeria                                                                | Qual. Mondiali 2018                                                    | -                                                                      |                                                                        |
| 14-11-2017                                                             | Algeri                                                                 | Algeria                                                                | 3 – 0                                                                  | Rep. Centrafricana                                                     | Amichevole                                                             | -                                                                      |                                                                        |
| 22-3-2018                                                              | Algeri                                                                 | Algeria                                                                | 4 – 1                                                                  | Tanzania                                                               | Amichevole                                                             | -                                                                      |                                                                        |
| 27-3-2018                                                              | Graz                                                                   | Iran                                                                   | 2 – 1                                                                  | Algeria                                                                | Amichevole                                                             | -                                                                      |                                                                        |
| 1-6-2018                                                               | Algeri                                                                 | Algeria                                                                | 2 – 3                                                                  | Capo Verde                                                             | Amichevole                                                             | -                                                                      |                                                                        |
| 7-6-2018                                                               | Lisbona                                                                | Portogallo                                                             | 3 – 0                                                                  | Algeria                                                                | Amichevole                                                             | -                                                                      |                                                                        |
| 9-9-2019                                                               | Blida                                                                  | Algeria                                                                | 1 – 0                                                                  | Benin                                                                  | Amichevole                                                             | -                                                                      | 77’                                                                    |
| 10-10-2019                                                             | Blida                                                                  | Algeria                                                                | 1 – 1                                                                  | RD del Congo                                                           | Amichevole                                                             | -                                                                      | 67’                                                                    |
| 3-6-2021                                                               | Blida                                                                  | Algeria                                                                | 4 – 1                                                                  | Mauritania                                                             | Amichevole                                                             | -                                                                      | 68’                                                                    |
| 6-6-2021                                                               | Blida                                                                  | Algeria                                                                | 1 – 0                                                                  | Mali                                                                   | Amichevole                                                             | -                                                                      | 81’                                                                    |
| Totale                                                                 |                                                                        | Presenze                                                               | 13                                                                     |                                                                        | Reti                                                                   | 0                                                                      |                                                                        |